# Zoo Tycoon 2
Zoo Tycoon 2 è un videogioco gestionale del 2004 che simula la creazione, il mantenimento e lo sviluppo di uno zoo. Sviluppato dalla Blue Fang Games e pubblicato dalla Microsoft Game Studios per Microsoft Windows, macOS e telefono cellulare. Nel 2008 ne è stata pubblicata una versione per Nintendo DS, mentre nel 2013 è stato realizzato un remake per Xbox 360 ed Xbox One.

## Modalità di gioco
Il videogioco pone il giocatore nei panni di un amministratore di uno zoo. Esso dovrà far prosperare la struttura badando contemporaneamente agli animali e ai visitatori. Al giocatore il compito di gestire i vari aspetti della simulazione, da quello finanziario a quello relativo ai bisogni degli animali, dall'assunzione di dipendenti alla gestione delle infrastrutture e di negozi. Le espansioni inoltre aggiungono altro materiale, come gli spettacoli acquatici, la ricerca di fossili o la preservazione di ambienti protetti. Nella modalità carriera inoltre si dovranno ottemperare degli obiettivi in un certo lasso di tempo.
Le modalità di gioco disponibili sono le seguenti:
- Carriera: suddivisa in zoo ognuno dei quali propone diversi tipi di incarichi e livello di difficoltà;
- Sfida: scelta la zona in cui edificare, impone un limite al denaro iniziale ma senza obiettivi specifici;
- Libera: con denaro illimitato, in cui bisognerà solo badare ai bisogni degli animali e dei visitatori.

Oltre alla classica visuale dall'alto, è offerta anche la possibilità di passeggiare nello zoo appena realizzato come visitatore/dipendente. Si possono svolgere i compiti della manutenzione e immortalare gli animali con la macchina fotografica.

## Animali ed espansioni
Il gioco base Zoo Tycoon 2 presenta un roster iniziale di 30 animali, principalmente grandi mammiferi, uccelli terricoli e grossi rettili, di cui il giocatore dovrà prendersi cura, costruendo un habitat da zero, rispettando le necessità delle varie specie.
Gioco base:
Orso grizzly · Orso polare · Castoro americano · Dromedario · Ghepardo · Scimpanzé · Coccodrillo del Nilo · Elefante africano · Fenicottero rosa · Gazzella di Thomson · Orice gazzella · Giraffa reticolata · Gorilla di montagna · Ippopotamo · Stambecco · Giaguaro · Canguro rosso · Lemure catta · Leopardo delle nevi · Leone · Alce · Okapi · Struzzo · Panda gigante · Panda rosso · Pavone comune · Pinguino imperatore · Rinoceronte nero · Tigre del Bengala · Zebra di pianura

### Endangered Species
Nell'ottobre 2005 Microsoft pubblicò l'espansione Zoo Tycoon 2: Endangered Species (ES). Questo espansione aggiunse animali più rari e in via d'estinzione, tra cui il koala, il lupo grigio, il drago di Komodo, l'orice dalle corna a sciabola, il bisonte americano e l'orango, oltre ad una serie di nuovi mezzi di trasporto, tra cui funivie, tour in jeep e sentieri sopraelevati. L'espansione portò anche nuove skin per gli animali già presenti nel gioco, in modo che ciascun animale adottato dal giocatore fosse unico dagli altri membri della sua specie (come la tigre bianca del Bengala e il ghepardo reale).
Antilope nera gigante · Orso dagli occhiali · Bisonte americano · Caribù · Fennec · Gibbone crestato · Cavallo di Przewalski · Koala · Drago di Komodo · Lince iberica · Markhor · Orango · Orice dalle corna a sciabola · Pantera della Florida · Rinoceronte di Giava · Tapiro di Baird · Tartaruga gigante delle Galapagos · Licaone · Lupo grigio · Ghiottone

### African Adventure
Zoo Tycoon 2: African Adventure (AA), pubblicato nel maggio 2006, aggiunge nuovi animali del continente africano, come il bongo, l'uccello segretario, il ratele e il suricato, e consente al giocatore di attraversare i recenti in prima persone tramite il tour in jeep a tema africano. Questa espansione include anche nuove mappe basate su famose località africane, nonché nuovi edifici a tema desertico, prede vive, e una nuova serie di sfide e campagne. I tour in jeep originariamente inclusi in Endangered Species sono presenti in questa espansione, con l'aggiunta della nuova Jeep Liberty.
Oritteropo · Bertuccia · Uccello segretario · Bongo · Bufalo africano · Caracal · Gelada · Gerenuk · Giraffa masai · Ippopotamo pigmeo · Iena striata · Mandrillo · Suricato · Varano del Nilo · Ratele · Rinoceronte bianco · Testuggine africana · Facocero · Gnu · Lupo etiope

### Dino Danger Pack
Il Dino Danger Pack venne distribuito alla fine di luglio 2006. Il pacchetto può essere scaricato solo dal sito Web di Zoo Tycoon tramite carta di credito. Il pacchetto aggiunge quattro dinosauri al gioco, oltre a nuovi oggetti da utilizzare per loro e una nuova modalità campagna. Dino Danger Pack può essere acquistato e scaricato dai download premium di Zoo Tycoon. Dall'uscita di Zoo Tycoon 2: Extinct Animals, che include versioni più aggiornate di tutti gli animali inclusi nel pacchetto, Dino Danger è stato portato offline dal sito Web di Zoo Tycoon e non può più essere scaricato. Tuttavia, altri siti offrono ancora questo pacchetto.
Tyrannosaurus · Triceratops · Carnotaurus · Styracosaurus

### Marine mania
Pubblicato il 17 ottobre 2006, Zoo Tycoon 2: Marine Mania (MM) presenta 20 nuovi animali acquatici, nuove opzioni marine, spettacoli con animali acquatici e molte altre nuove funzionalità di gioco. L'espansione include anche piante marine, la possibilità di costruire vasche e acquari, spettacoli con animali, minigiochi per insegnare agli animali i numeri da eseguire durante gli spettacoli, e quattro nuovi biomi acquatici (barriera corallina, costa, pelagico e bentonico), e nuovi scenari e sfide. Sono state apportate modifiche al metodo originale di layout del bioma che consente di disattivare rocce, fiori e/o alberi, oltre a migliorare gli effetti dell'acqua e il modo in cui gli animali si muovono attraverso l'acqua in uno spazio 3D, aggiornando gli animali dal DLC, oltre a vari animali semi-acquatici del gioco base, come coccodrilli e orsi polari che ora sono in grado di immergersi.
Beluga · Tursiope · Lamantino dei Caraibi · Marlin blu · Narvalo · Lontra marina · Pinguino saltarocce · Manta gigante · Otaria della California · Squalo goblin · Squalo martello smerlato · Squalo pinna nera del reff · Squalo balena · Squalo bianco · Tartaruga liuto · Tartaruga verde · Tricheco · Pseudorca · Orca · Globicefalo

### Extinct Animals
Zoo Tycoon 2: Extinct Animals uscì il 17 ottobre 2007. È l'ultima espansione della serie Zoo Tycoon, ed è quella che contiene più animali, con ben 34 specie adottabili e un animale bonus. Questa espansione aggiunge diverse creature preistoriche, che il giocatore può trovare come fossili e riportarli in vita tramite assemblando i fossili, creando animali normali o "Super" estinti in un laboratorio di ricerca. Talvolta gli animali estinti possono scatenarsi e scappare dai loro recinti, ed il giocatore dovrà ricatturarli tramite un minigioco. Tra le varie creature reali estinte, vi è il Pinguino Killer (Eudyptes omnicidus), un animale fittizio che viene creato se si sbaglia il minigioco per l'assemblaggio dei fossili, in grado di uccidere qualunque creatura del gioco.
Ankylosaurus · Uro · Orso dal muso corto · Uccello elefante · Antilope blu · Cammello gigante · Tigre dai denti a sciabola · Cervo gigante · Deinonychus · Deinosuchus · Dimetrodon · Diprotodon · Dodo · Doedicurus · Elefante nano siciliano · Gigantopithecus · Kentrosaurus · Leone delle caverne · Mastodonte americano · Protarhaeopteryx · Quagga · Rinoceronte lanoso · Sivatherium · Bradipo terricolo gigante · Stegosaurus · Stokesosaurus · Tilacino · Utahraptor · Velociraptor · Warrah · Facocero gigante
Queste espansioni in aggiunta al gioco base sono racchiuse anche in una edizione speciale chiamata Zoo Tycoon 2- Ultimate Collection, pubblicato il 30 settembre 2008; mentre le sole espansioni AA e ES formano l'edizione Zoo Tycoon 2: Zookeeper Collection, uscita il 17 ottobre 2006.
Oltre queste espansioni ne esistono molte altre realizzate da appassionati e scaricabili gratuitamente da internet. Le più note sono Arabian Night, Island Excursion, Artiodactyla, Carnivora, Reptilia, Aves, Cretaceous Calamity, Amphibia e la più nota: Radical Remake.

## Premi
In Zoo Tycoon 2 è possibile ricevere alcuni premi in seguito a risultati importanti:
- Certificato di nascita di un animale in via di estinzione: si riceve se nello zoo nasce un cucciolo di un animale in via di estinzione (ad esempio leopardo delle nevi, scimpanzé, panda o gorilla di montagna);
- Impegno nella conservazione animale: si ottiene se viene rimesso in libertà un animale;
- Nastro affluenza zoo: 100: si riceve se lo zoo viene visitato da almeno 100 persone;
- Successo mondiale: si ottiene se nello zoo vengono rappresentati gli animali del Nord America, dell'Australia, dell'Asia e dell'Africa;
- Trofeo per l'habitat: si riceve se nei recinti dello zoo vengono riprodotti tutti i biomi disponibili.

## Requisiti minimi per PC
Requisiti per pc: Windows XP/2000/ME/98SE, 256 MB di RAM, processore da 733 MHz, 900 MB di spazio su hard disk, scheda video 16 MB/3D DirectX9.0 o successiva.